# IC 171
IC 171 је елиптична галаксија у сазвјежђу Троугао која се налази на листи објеката дубоког неба у Индекс каталогу.
Деклинација објекта је + 35° 16' 55" а ректасцензија 1h 55m 10,3s. Привидна величина (магнитуда) објекта IC 171 износи 12,4 а фотографска магнитуда 13,4. IC 171 је још познат и под ознакама UGC 1388, MCG 6-5-50, CGCG 522-64, PGC 7139.